# VI Cos d'Exèrcit (Bàndol republicà)
El VI Cos d'Exèrcit va ser una formació militar pertanyent a l'Exèrcit Popular de la República que va lluitar durant la Guerra Civil Espanyola. Desplegat en els fronts de Madrid i Extremadura, va tenir un paper poc rellevant al llarg de la contesa.

## Historial
La unitat va ser creada el 7 d'abril en el si del V Cos d'Exèrcit, quedant sota el comandament del coronel Adolfo Prada Vaquero. Va tenir la seva caserna general en El Pardo, quedant integrat en l'Exèrcit del Centre. En l'estiu de 1938 —en el context de les operacions de la bossa de Mèrida— la formació va ser profundament reorganitzada, passant a quedar adscrita a l'Exèrcit d'Extremadura. Cobria un front que anava des de la confluència dels rius Tajo i Algodor fins al riu Guadiana, connectant amb les forces VII Cos d'Exèrcit. La seva caserna general es va traslladar a Navahermosa.

## Comandaments
Comandants
- coronel Adolfo Prada Vaquero;
- tinent coronel Antonio Ortega;[5]
- tinent coronel Manuel Gallego Calatayud;[3]

Comissaris
- José Antonio Junco Toral, del PSOE;
- Emilio Rodríguez Sabio, del PSOE;[6]

Caps d'Estat Major
- tinent coronel Ramón Ruiz-Fornells Ruiz;[7]
- tinent coronel Luis Fernández Ortigosa;

## Ordre de Batalla
| Data             | Exèrcit adscrit       | Divisions integrades | Front de batalla |
| Juny de 1937     | Exèrcit del Centre    | 5a, 7a, 8a           | Tajo-Jarama      |
| Desembre de 1937 | Exèrcit del Centre    | 8a, 10a              | Tajo-Jarama      |
| Abril de 1938    | Exèrcit del Centre    | 5a, 10a, 8a          | Tajo-Jarama      |
| Novembre de 1938 | Exèrcit d'Extremadura | 29a, 36a, 71a        | Extremadura-Tajo |